# Evert Marseus van Schrieck
Evert Marseus van Schrieck (* um 1614 oder 1617 in Gennep (Limburg); † nach 1681) war ein niederländischer Maler.
Evert Marseus van Schrieck war vorwiegend in Amsterdam tätig. Er malte vor allem Landschaften und Grotteninterieurs; besonders für Letztere war er bekannt und geschätzt.

## Ausgewählte Werke
- Kassel, Gemäldegalerie Alte Meister
  - Inneres einer hohen Felsgrotte. um 1630–1640
- Verbleib unbekannt
  - Landschaft mit Überfall auf einen Wagen. 1634 (1971 in Maastricht, Bonnefantenmuseum)

| Personendaten    | Personendaten               |
| ---------------- | --------------------------- |
| NAME             | Schrieck, Evert Marseus van |
| KURZBESCHREIBUNG | niederländischer Maler      |
| GEBURTSDATUM     | um 1614 oder 1617           |
| GEBURTSORT       | Gennep, Limburg             |
| STERBEDATUM      | nach 1681                   |